# Emarosa
Emarosa ist eine 2006 gegründete Post-Hardcore-/Metalcore-Band aus Lexington, Kentucky.
Die Gruppe steht derzeit bei Rise Records unter Vertrag. Dort veröffentlichte die Band mit Relativity (2008) und Emarosa (2010) bisher zwei Studioalben, die beide in die US-Charts einstiegen. Die Band war über ein Jahr inaktiv, da sie bis Juli 2013 keinen Sänger finden konnten. Anfang Juli 2013 gab die Gruppe Bradley Walden als neuen Frontsänger bekannt.
Emarosa tourte mehrfach durch die Vereinigten Staaten, Australien, Kanada und dem Vereinigten Königreich. Auf diesen Konzertreisen spielte die Band bereits mit Szenegrößen wie A Day to Remember, The Devil Wears Prada, Chiodos, Pierce the Veil, I See Stars und Attack Attack!.

## Geschichte

### 2006–2008: Gründung und erste Veröffentlichungen
Gegründet wurde Emarosa im Februar 2006 in Lexington, Kentucky von Jordan Stewart (Keyboard), Lukas Koszewski (Schlagzeug) und ER White (E-Gitarre) unter dem Namen Corsets Are Cages. Später stießen mit Will Sowers (E-Bass) und Chris Roberts (Gesang) zwei weitere Musiker zur Gruppe.
Nachdem die Gruppe zwei Musiker ersetzen musste (u. a. Chris Roetter für Chris Roberts) änderten die Musiker auch den Namen der Band in den heutigen Namen: Emarosa. Die Band veröffentlichte 2006 eine Demo in Eigenregie, welches den Titel Corsets Are Cages trägt. Die Gruppe unterschrieb einen Plattenvertrag mit der Plattenfirma StandBy Records, die die erste EP mit sieben Stücken finanzierte. Die EP, die am 1. Mai 2007 erschien, heißt This Is Your Way Out. Die Gruppe sollte im selben Jahr auf dem Cornerstone Festival in der Nähe von Bushnell, Illinois spielen, jedoch war die Gruppe in einen Autounfall verwickelt, bei dem keiner der Musiker verletzt wurde.
Jonny Craig, welcher im November 2007 bei Dance Gavin Dance wegen großer persönlicher Differenzen mit seinen ehemaligen Musiker-Kollegen und Drogenproblemen aus der Band geworfen wurde, stieg vorübergehend bei A Skylit Drive ein, dessen Sänger zu diesem Zeitpunkt erkrankt war. Etwa zwei Wochen nach seinem Rauswurf bei Dance Gavin Dance wurde er als Sänger bei Emarosa aufgenommen, nachdem Chris Roetter diese verließ und die Band ohne Sänger da stand. Roetter indes wechselte 2010 als Sänger zu Like Moths to Flames.

### 2008–2009:Relativity

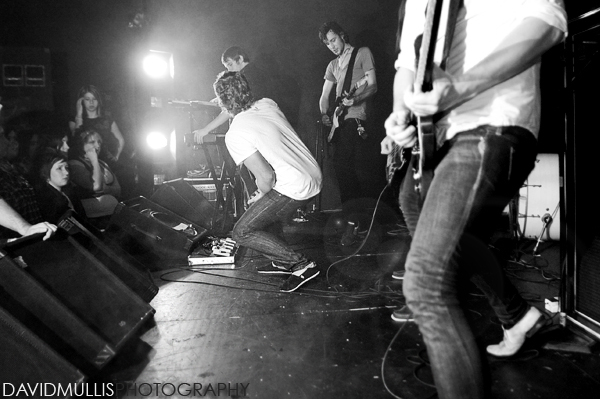
Emarosa bei einem Konzert im Jahr 2008

Am 26. Januar 2008 wurde eine erste Demo-Aufnahme über die offizielle MySpace-Präsenz zur Verfügung gestellt. Etwa zwei Wochen später folgte eine Demo-Version des Stückes Pretend. Release. The Close. Am 3. Mai 2008 folgten drei weitere Stücke. Zudem wurde bekannt, dass das Debütalbum der Gruppe den Namen Relativity tragen werde. Relativity erschien am 8. Juli 2008 und erlangte große Resonanz bei der Presse und den Fans. Das Album stieg auf Platz 191 der offiziellen US-Charts ein, hielt sich dort jedoch lediglich eine Woche dort auf.
Die Gruppe tourte zwischen 2008 und 2010 mit Bands wie Sky Eats Airplane, Before Their Eyes, The Wedding, A Skylit Drive und Breathe Carolina. Im August fand eine Konzertreise durch Kanada statt. Am Ende des Monats spielte die Gruppe gemeinsam mit Chiodos in Lexington, Kentucky. Im September und Oktober war die Gruppe Headliner der „Rise Records Tour“, welche von In Fear and Faith und Attack Attack! begleitet wurde. Auch auf der nachfolgenden „The Delicious Tour“ mit Pierce the Veil und Breathe Carolina war Emarosa Headliner.
Vom 6. März bis 13. März 2009 tourte die Band durch Großbritannien mit You Me at Six. Die Gruppe wurde von A Day to Remember eingeladen, als Vorgruppe auf ihrer „The Sweet Brag Tour“ aufzutreten. Während dieser Tour spielten im Vorprogramm außerdem The Devil Wears Prada und Sky Eats mit Airplane A Day to Remember als Headliner. Zwischen dem 19. Juni und dem 1. August 2009 spielte die Gruppe erneut eine US-Tour als Headliner. Diese Tour war die „Artery Foundation Across the Nation Tour“, welche von I See Stars, Broadway, Our Last Night und In Fear and Faith begleitet wurde.

### 2010–2012:Emarosa
Die Gruppe gab über der Videoplattform YouTube bekannt an neuem Material für das neue Album zu arbeiten. Im Januar 2010 bezog die Band gemeinsam mit Produzent Brian McTernan das Studio, um mit den Aufnahmearbeiten an dem Nachfolger-Werk von Relativity zu beginnen. Während der Arbeiten im Studio hielt die Gruppe ihre Fans über das soziale Netzwerk Tumblr auf dem Laufenden. Im April und Mai 2010 spielte die Gruppe gemeinsam mit Alesana, Bury Tomorrow und A Skylit Drive durch Deutschland, Spanien, Italien, die Schweiz, den Niederlanden, Polen und die Tschechische Republik.
Das zweite Album, das nach der Band benannt wurde, erschien am 29. Juni 2010 über Rise Records. Wie sein Vorgänger erhielt auch Emarosa hauptsächliche positive Resonanz. Dies führte dazu, dass das Album auf Platz 69 der offiziellen US-Charts landete. Craig gab bekannt, dass die Gruppe an einer B-Side ihres Albums arbeiten werde, sobald er von seiner Solo-Tournee zurückgekehrt ist. Jonny Craig hat zwischenzeitlich eine Solo-Karriere begonnen und sein Debütalbum ebenfalls über Rise Records veröffentlicht.
Während ihrer Tour wurde die Gruppe dafür bekannt für das Stück Casablanca einen Gastsänger einzuladen. So waren während dieser Tour Cody Anderson (ex-In Fear and Faith), Chris Roetter (ehemals bei Emarosa, seit 2010 bei Like Moths to Flames), Austin Carlile (ex-Dance Gavin Dance, nun Of Mice & Men), Jon Mess (Dance Gavin Dance), Kyle Tamosaitis (ex-Burden of a Day), Chris Moore (ex-We Came as Romans, ex-I See Stars) und Jerry Roush Gastsänger während des Stückes.
Im Sommer 2010 gab Craig bekannt gemeinsam mit Jon Mess zu seiner ehemaligen Band, Dance Gavin Dance, zurückzukehren. Mit Dance Gavin Dance nahm er das Album Downtown Battle Mountain II auf, welches am 8. März 2011 erschien. Während Craigs Abwesenheit wurde der Posten des Frontsängers von Tilian Pearson, der zu diesem Zeitpunkt bei Tides of Man aktiv war, während ihrer Tournee-Phase ausgeführt. Im Dezember 2010 spielte die Gruppe erneut im Vereinigten Königreich. Am 27. Februar 2011 verbreitete das US-amerikanische Magazin Alternative Press die Nachricht, dass Jonny Craig sich hat in eine Entzugsklinik in Nordkalifornien einweisen lassen, nachdem auf Twitter bekannt wurde, dass er ein Drogenproblem habe. Er soll seine Fans um Geldspenden gebeten haben um sich eine technische Ausrüstung zulegen zu können. Es wurde jedoch bekannt, dass er die Gelder für Drogen ausgegeben habe. Das Label und die Konzertagentur erstatteten den Geschädigten das Geld zurück. Tilian Pearson wurde für die Tour mit Chiodos als Sänger engagiert.
Im April 2011 folgte der Rauswurf aus Emarosa. Tilian Pearson, welcher bereits einmal Craig als Sänger vertrat, wurde vorübergehend als Live-Musiker eingesetzt. In einem Interview sagten die Musiker aus, einen neuen Sänger zu suchen, der nicht so wie Craig ist.

„We’re not looking for Jonny Craig 2.0. We just want to find someone who can bring something unique to the band.“

### 2012–2015: Sängersuche und drittes Album:Versus
Die Gruppe hat bis heute keinen neuen Sänger finden können. Gerüchte, dass Tilian Pearson den Posten des Frontsängers übernehmen würde, dementierte Pearson selbst. In einem Interview im Juni gab Gitarrist Jonas Ladekjaer bekannt, dass sich Pearson auf seine Solo-Karriere und auf seiner Band Saosin konzentriere. Die Band plante die Produktion ihres dritten Albums, jedoch kamen keine Arbeiten zustande, da die Gruppe zu diesem Zeitpunkt nicht komplettiert war. In einem Interview gab Craig bekannt gemeinsam mit Emarosa an neuen Stücken zu arbeiten auch wenn er kein aktiver Musiker in der Band ist. Er sagte zudem aus, dass er bereit wäre zur Band zurückzukehren.
Durch einen Freund der Band wurde außerdem Bradley Walden von Squid the Whale als neuer Frontsänger ins Gespräch gebracht. Die Musiker nahmen Kontakt mit Walden auf und waren von seinem Auftreten begeistert, sodass ein Angebot an Walden als neuer Frontsänger unterbreitet wurde. Allerdings stieg Walden anfangs nicht bei Emarosa ein. Am 6. Juli 2013 wurde bekannt, dass Walden nicht mehr bei Squid the Whale als Sänger fungiert und sich Emarosa als neuer Frontsänger angeschlossen habe. Die Band gab dies bereits vier Tage vorher in einem offiziellen Statement bekannt.
Am 15. August 2013 verkündete die Band über Tumblr und Twitter, dass die Vorproduktion zum dritten Studioalbum begonnen habe. Am 9. September 2013 wird das inzwischen dritte Studioalbum, dass Versus heißt, weltweit veröffentlicht. Bereits im April erschien die erste Singleauskopplung, ehe im August die zweite Single zum Album offiziell vorgestellt wurde. Unmittelbar nach der Ankündigung des neuen Albums wurde die Gruppe eingeladen zwischen Oktober und November 2014 im Vorprogramm für Memphis May Fire und Yellowcard durch die Vereinigten Staaten und Kanada zu spielen.
Am 11. August 2015 wurde angekündigt, dass die Band gemeinsam mit Oceans Ate Alaska, Stick to Your Guns und Blessthefall durch die Vereinigten Staaten touren würden. Jonny Craig schrieb Tage später, dass normalerweise seine Band Slaves diese Konzertreise absolvieren sollten, allerdings durch Emarosa – Craig war zwischenzeitlich Frontsänger der Band – ersetzt wurden. Die Band konnte aufgrund von gesundheitlichen Problemen nur fünf Konzerte absolvieren und wurden danach aus dem Billing gestrichen.

### Seit 2015: Unterschrift beiHopeless Recordsund131
Am 15. Dezember 2015 verließ Gründungsmitglied und Bassist Will Sowers die Gruppe, da er neue Arbeitsstelle gefunden hat und wieder zur Schule geht. Ersetzt wurde er durch Marcellus Wallace, welcher früher bei This or the Apocalypse spielte und die Gruppe bei ihren letzten Konzertreisen als Sessionmusiker aushalf.
Am 19. Januar 2016 gab die Band bekannt, an ihrem vierten Album zu arbeiten. Dieses heißt 131 und wurde am 28. April 2016 für eine Veröffentlichung am 8. Juli 2016 angekündigt. Außerdem gaben die Musiker bekannt, ihre bisherige Plattenfirma Rise Records verlassen und einen neuen Plattenvertrag bei Hopeless Records unterschrieben zu haben.
Zwischen dem 26. Februar 2016 und dem 31. März 2015 spielte die Band im Vorprogramm von Being as an Ocean und Silverstein eine komplette Tournee durch die Vereinigten Staaten und Kanada.

## Diskografie
- Corsets Are Cages (Demo, 2006)
- This Is Your Way Out (EP, 2008)
- Relativity (Album, Rise Records, 2008)
- Emarosa (Album, Rise Records, 2010)
- Versus (Album, Rise Records, 2014)
- Versus Reimagined (EP, Rise Records, 25. Juli 2015)[27]
- 131 (Album, Hopeless Records, 2016)
- 131 Reimagined (EP, Hopeless Records, 15. September 2017)[28]
- Peach Club (Album, Hopeless Records, 2019)